# Frailea grahliana
Frailea grahliana là một loài thực vật có hoa trong họ Cactaceae. Loài này được (K.Schum.) Britton & Rose mô tả khoa học đầu tiên năm 1922.

## Hình ảnh

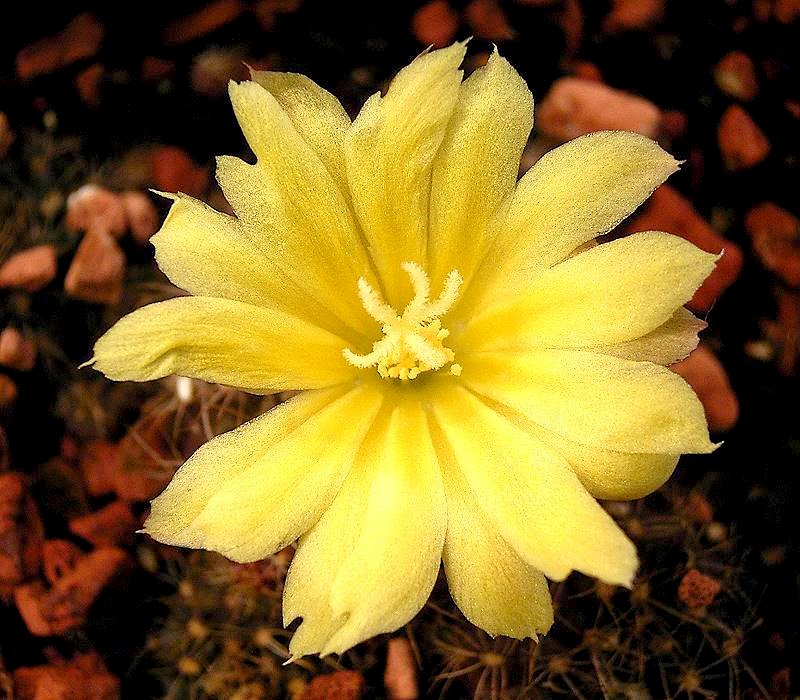
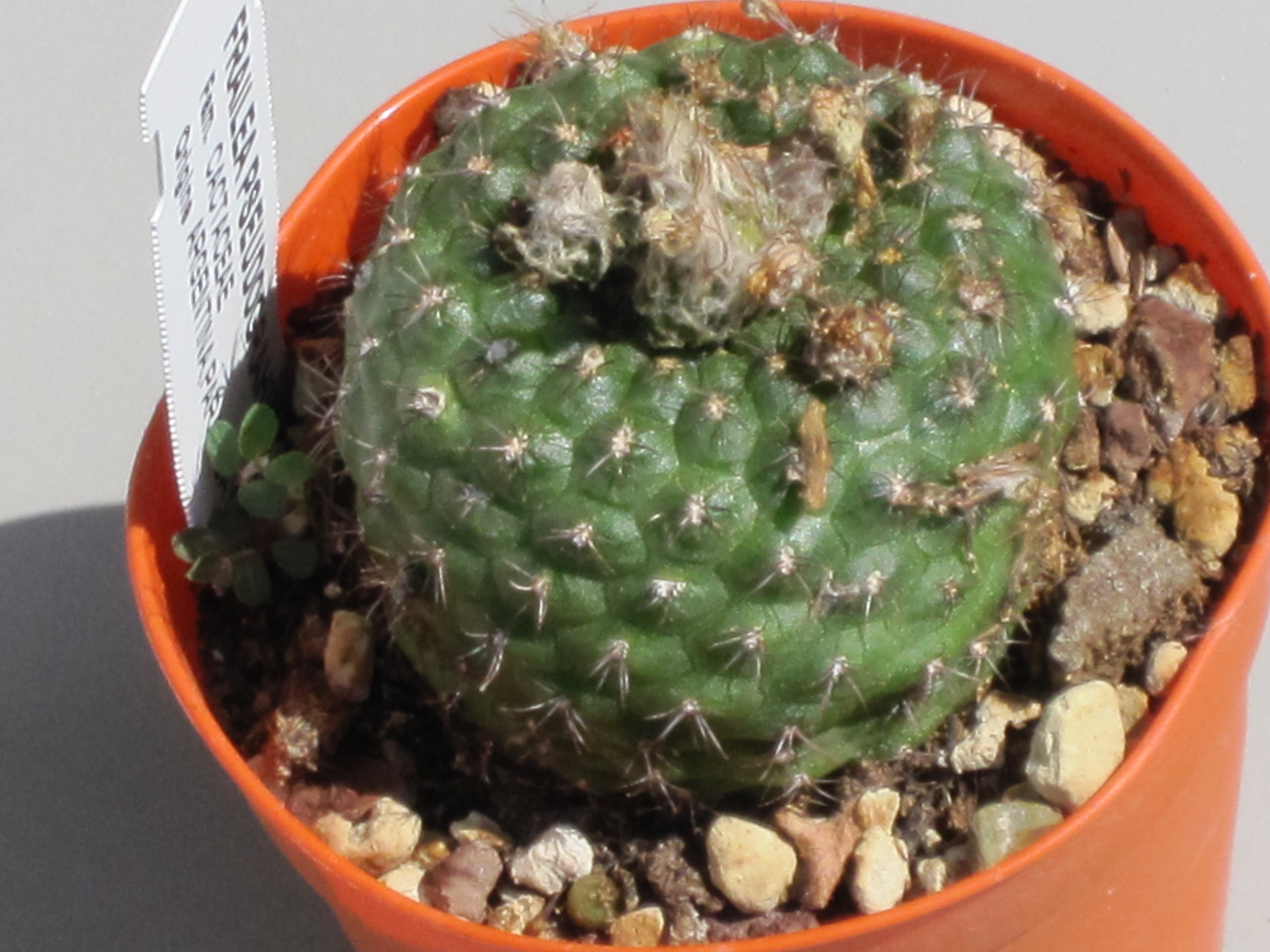